# Mathias Thörnblom
Mathias Thörnblom (ur. 14 lipca 1992 roku) – szwedzki żużlowiec.
Zawodnik polskich klubów: Wandy Kraków (2011), ROW Rybnik (2012), Wybrzeża Gdańsk (2013), Stali Gorzów Wlkp. (2014) i Wilków Krosno (2020).
W lidze szwedzkiej reprezentował do tej pory: Gnistornę Malmö (2009–2011), Lejonen Gislaved (2010–2011) i Dackarnę Malilla (2011). Srebrny medalista ligi szwedzkiej w 2010 z Lejonen Gislaved.
Finalista Drużynowych mistrzostw świata juniorów (2012 – III miejsce) i młodzieżowych indywidualnych mistrzostw Szwecji (2011 – VIII miejsce i 2012 – IV miejsce). Startował w eliminacjach Indywidualnych mistrzostw świata juniorów (2013 – XI miejsce) i półfinale Drużynowych mistrzostw Europy juniorów (2013 – II miejsce).

## Starty w Grand Prix (Indywidualnych Mistrzostwach Świata na żużlu)

### Punkty w poszczególnych zawodachGrand Prix
| Sezon 2013                   |                       |                       |                  |                                |                                 |                      |                      |                     |                     |                            |                   |         |         |         |         |         |         |         |         |         |         |         |         |         |         |        |        |        |        |        |        |        |        |        |        |        |        |        |        |
| GP Nowej Zelandii – Auckland | GP Europy – Bydgoszcz | GP Szwecji – Göteborg | GP Czech – Praga | GP Wielkiej Brytanii – Cardiff | GP Polski – Gorzów Wielkopolski | GP Danii – Kopenhaga | GP Włoch – Terenzano | GP Łotwy – Dyneburg | GP Słowenii – Krško | GP Skandynawii – Sztokholm | GP Polski – Toruń | miejsce | miejsce | miejsce | miejsce | miejsce | miejsce | miejsce | miejsce | miejsce | miejsce | miejsce | miejsce | miejsce | miejsce | punkty | punkty | punkty | punkty | punkty | punkty | punkty | punkty | punkty | punkty | punkty | punkty | punkty | punkty |
| –                            | –                     | 0                     | –                | –                              | –                               | –                    | –                    | –                   | –                   | –                          | –                 | 38      | 38      | 38      | 38      | 38      | 38      | 38      | 38      | 38      | 38      | 38      | 38      | 38      | 38      | 0      | 0      | 0      | 0      | 0      | 0      | 0      | 0      | 0      | 0      | 0      | 0      | 0      | 0      |

| Statystyki        | Statystyki |
| ----------------- | ---------- |
| Starty            | 1          |
| Zwycięstwa        | 0          |
| Miejsca na podium | 0          |
| Finalista         | 0          |
| Punkty            | 0          |